# Герб Могилева
Герб Могиле́ва — один з офіційних символів села Могилів Царичанського району Дніпропетровської області, затверджений 14 листопада 2018 р. рішенням № 547-40/VII XL Могилівської сільської ради VII скликання.

## Опис
Щит перетятий на зелене та синє поля подібною до літери «М» срібною нитяною балкою, яка зламана 15 разів у вигляді редуту. У нижньому зеленому полі три сині проліски зі золотою чашечкою. Щит облямований золотим декоративним картушем і увінчаний золотою сільською короною.

## Значення символів
Балка уособлює споруди Української укріпленої лінії XVIII ст. — багатокутні земляні вали (редути). Ламана лінія ділення щита натякає на одну з версій щодо назви села, за якою він названий так через наявність на його території великої кількості козацьких могил. Злами балки подібні до літери «М», першої літери у назві села і громади. Проліска уособлює велику різноманітність тутешніх лугових, степових та лісових трав, лазуровий колір алегорично вказує на три водні об'єкти, що наявні на території громади: річку Оріль, озеро Біловід та канал Дніпро — Донбас.
У даному гербі з невідомих під час затвердження змінена колористика пролісок, в силу чого він яскраво демонструє порушення т. зв. «золотого» правила геральдики, яке категорично унеможливлює розташування кольору на кольорі.
Автори — В. В. Дружко, Л. Н. Степовичка, Т. В. Смірнова.